# 米村敏朗

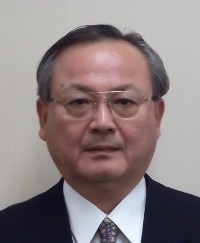

米村 敏朗（よねむら としろう、1951年4月26日 - ）は、日本の警察官僚。第87代警視総監、第17・18代内閣危機管理監を経て、内閣官房参与（第2次安倍内閣）。
2020年東京オリンピック・パラリンピック競技大会組織委員会チーフ・セキュリティ・オフィサー (CSO)。

## 来歴
兵庫県西宮市生まれ。熊本県出身。京都大学法学部卒業。1974年、警察庁入庁。警務局人事課配属。
主に警備公安畑を歩み、外務省出向（在ユーゴスラビア連邦大使館1等書記官）も経験。
警視庁では、警備部第2機動隊長、神田警察署長、警備部警備第1課長、警務部人事第1課長、公安部長、副総監を歴任。警視庁幹部在任中はJR浦和電車区事件や松崎明によるJR東日本労組組合費横領疑惑に関するJR東日本への強制捜査に反対した。
2003年に警察庁長官官房審議官（警備局担当）に就任し拉致問題を担当。2004年に小泉純一郎首相の2度目の訪朝に同行した。2006年に警察庁警備局長に就任し、前述の拉致問題の捜査統括指揮を担当した。
2007年、警察庁長官官房長に就任。翌年、前任の矢代隆義に代わって第87代警視総監に就任し、2010年1月18日付で退職した。その後、2011年12月27日に前任の伊藤哲朗に代わって第17代内閣危機管理監に就任した。2014年2月28日、内閣危機管理監を退任し、第2次安倍内閣の内閣官房参与に就任した。
2014年3月、内閣官房参与退任。
2021年、瑞宝重光章受章。

## 主な経歴
- 1974年 - 警察庁入庁
- 1982年 - 警視庁警備部第2機動隊長
- 1983年 - 警視庁神田警察署長
- 1994年 - 秋田県警察本部長
- 1995年 - 警察庁警備局外事課長
- 1998年 - 内閣総理大臣秘書官（小渕恵三首相）
- 2000年 - 警察庁長官官房人事課長
- 2001年 - 警視庁公安部長
- 2003年 - 警察庁長官官房審議官（警備局担当）
- 2004年 - 大阪府警察本部長
- 2006年
  - 警視庁副総監
  - 警察庁警備局長
- 2007年 - 警察庁長官官房長
- 2008年 - 第87代警視総監
- 2010年 - 退官、常和ホールディングス株式会社監査役
- 2011年 - 第17代内閣危機管理監
- 2012年 - 常和ホールディングス株式会社監査役退任
- 2014年
  - 2月28日 - 退官、内閣官房参与[6]
  - 3月1日 - 内閣官房参与退任、一般財団法人東京オリンピック・パラリンピック競技大会組織委員会理事[7]
  - 5月 - 株式会社セブン&アイ・ホールディングス取締役[8]
  - 6月 - 常和ホールディングス株式会社取締役[9]
- 2015年12月 - 東京オリンピック・パラリンピック競技大会組織委員会チーフ・セキュリティ・オフィサー (CSO)

## 脚註
1. ↑  【東京五輪】五輪スポークスパーソンに小野氏 - 産経ニュース 2015年12月18日
2. 1 2  “内閣危機管理監 米村敏朗”.   内閣官房. 2021年12月14日閲覧。
3. ↑  内閣危機管理監に米村氏＝情報官は北村氏 ウォール・ストリート・ジャーナル 日本語版 2011年12月27日閲覧
4. ↑  “内閣危機管理監に西村氏 前警視総監”. 日本経済新聞. (2014年2月28日) 2014年2月28日閲覧。
5. ↑  『官報』号外第99号、令和3年4月30日
6. ↑  『役員の異動に関するお知らせ』（PDF）（プレスリリース）株式会社セブン＆アイ・ホールディングス、2014年4月3日。2015年1月19日閲覧。
7. ↑  『常和ホールディングス株式会社の役員異動のお知らせ　』（PDF）（プレスリリース）常和ホールディングス株式会社、2014年5月9日。2015年1月19日閲覧。